# Xingdong (köpinghuvudort i Kina, Jiangsu Sheng, lat 32,08, long 120,97)
Xingdong är en köpinghuvudort i Kina. Den ligger i provinsen Jiangsu, i den östra delen av landet, omkring 200 kilometer öster om provinshuvudstaden Nanjing. Antalet invånare är 32 123. Befolkningen består av 17 041 kvinnor och 15 082 män. Barn under 15 år utgör 10,0 %, vuxna 15-64 år 0,00 %, och äldre över 65 år 16,0 %.
Runt Xingdong är det tätbefolkat, med 849 invånare per kvadratkilometer. Närmaste större samhälle är Nantong, 10,5 km sydväst om Xingdong. Trakten runt Xingdong består till största delen av jordbruksmark.
Genomsnittlig årsnederbörd är 1 257 millimeter. Den regnigaste månaden är juli, med i genomsnitt 219 mm nederbörd, och den torraste är januari, med 35 mm nederbörd.